# 埃斯珀泽勒
埃斯珀泽勒（法語：Espezel，法語發音：[ɛspəzɛl] ⓘ）是法国奥德省的一个市镇，属于利穆区。

## 地理
埃斯珀泽勒（42°49'18"N, 2°1'17"E）面积14.31 平方千米，位于法国奧克西塔尼大區奥德省，该省份为法国南部沿海省份，北起塔恩省，西北接上加龙省，西接阿列日省，南至东比利牛斯省，东临地中海，东北与埃罗省接壤。
与埃斯珀泽勒接壤的市镇（或旧市镇、城区）包括：雷邦蒂河畔贝尔福尔、贝尔维斯、加利纳格、马聚比、尼奥尔德索、皮韦尔、罗克弗伊。

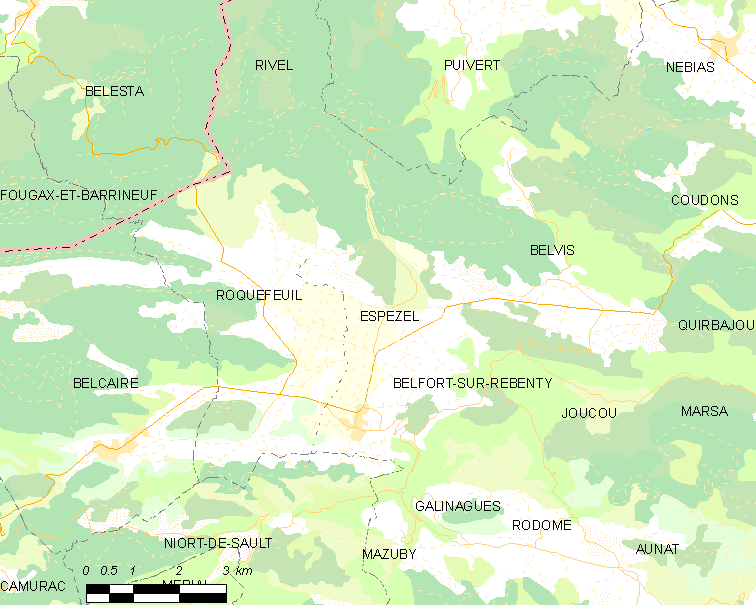
埃斯珀泽勒的OSM定位图

埃斯珀泽勒的时区为UTC+01:00、UTC+02:00（夏令时）。

## 行政
埃斯珀泽勒的邮政编码为11340，INSEE市镇编码为11130。

## 政治
埃斯珀泽勒所属的省级选区为上奥德河谷县。

## 人口

1962-2008年间埃斯珀泽勒人口变化图示

埃斯珀泽勒于2022年1月1日时的人口数量为233人。